# Wings of Love
Wings of Love es un álbum de estudio de 1976 de The Temptations, distribuido por el sello discográfico Gordy (Motown).

## Trasfondo
El productor Jeffrey Bowen prefirió a Dennis Edwards por encima de los demás y quería producir un álbum solitario para Edwards en vez de un álbum grupal. Como resultado, Bowen desempatizo con el resto del grupo y los coloco niveles más abajo de la voz de Edwards, llevando a su renuncia con productor de The Temptations luego del lanzamiento del álbum. Edwards fue el cantante principal de todas las canciones del álbum, excepto "China Doll", cuya voz principal sería Richard Street.

## Lanzamiento
El álbum fue un fracaso, tanto comercialmente como con las críticas.

## Lista de canciones
La voz principal siempre es Dennis Edwards excepto donde se marca

### Lado uno
1. "Sweet Gypsy Jane" – 4:28
2. "Sweetness in the Dark" – 3:06
3. "Up the Creek (Without a Paddle)" – 3:28
4. "China Doll" – 3:26 (voz principal: Richard Street)

### Lado dos
1. "Mary Ann" – 7:41
2. "Dream World (Wings of Love)" – 5:38
3. "Paradise" – 3:26

## Personal
- Dennis Edwards - voz principal
- Glenn Leonard - voz
- Richard Street - voz
- Melvin Franklin - voz
- Otis Williams - voz
- Sly Stone, Truman Thomas - clavinet, órgano y ARP
- Freddie Stewart - bajo, guitarra
- William "Billy bajo" Nelson - bajo, guitarra
- Rusty Allen - bajo
- Ollie E. Brown - batería, percusión
- Pat Rizzo, Steve Madaio - trompeta

## Puesto en listas
| Lista (1976)                        | Posición más alta |
| ----------------------------------- | ----------------- |
| Finlandia (Suomen virallinen lista) | 16                |
| Suecia (Sverigetopplistan)          | 32                |
| US Billboard 200                    | 29                |